# Магомедов, Абдулла (поэт)
Абдулла Магомедов (кум. Абдулла Магьамматов, 5 апреля 1869 — 2 марта 1937) — кумыкский поэт. Народный поэт Дагестанской АССР (1934).
Абдулла Магомедов родился в ауле Аксай (ныне Хасавюртовский район Дагестана) в 1869 году. Рано осиротел. Ещё в молодости начал сочинять стихи, при этом оставаясь неграмотным (он научился писать и читать в возрасте более 50 лет). В печати стихи Магомедова появились только в 1925 году, когда их начала публиковать кумыкская газета «Ёлдаш». Магомедов является автором стихов «Кто не работает, тот не ест», «Хлебопашцу», «Пусть ни одна копейка не пропадёт», «Пусть женщины и девушки тоже работают», «Наставление дагестанским женщинам и девушкам», «Что творили цари, князья и ханы», «Злодеяния царя в 1905 году», «Как жили наши отцы», «Спокойствие невозможно при угнетателях», «Мы против империалистической войны». В 1934 году стал членом Союза писателей СССР. В 1935 году вышел сборник его стихов «Советские птицы» («Совет къушлар»). Тематика стихов Магомедова в основном агитационная: он поднимает темы противопоставления жизни при царе и при советской власти, раскрепощения мусульманских женщин, интернационализма и борьбы за мир.